# Reichenbach (Liederbach)
Der Reichenbach ist der knapp 5 km lange linke Quellbach des Liederbaches  im hessischen Hochtaunuskreis. Er ist wasserreicher als der rechte Quellbach Rombach und somit der hydrologische Hauptstrang im Bachsystem. Manche sehen ihn deshalb auch als einen Teilbereich (oder Nebennamen) des Liederbaches an. Im Stadtgebiet von Königstein wird er auch Woogbach genannt.

## Name
- Der Namensteil 'Reichen' (richen) kommt von mhd. riche, rieh, was reich, kräftig, volltönend bedeutet.
- 'Woog' mhd. wäc, wäge bedeutet: bewegtes Wasser, Strömung, Woge, See, Teich.[5]

## Geographie

### Verlauf

#### Reichenbach

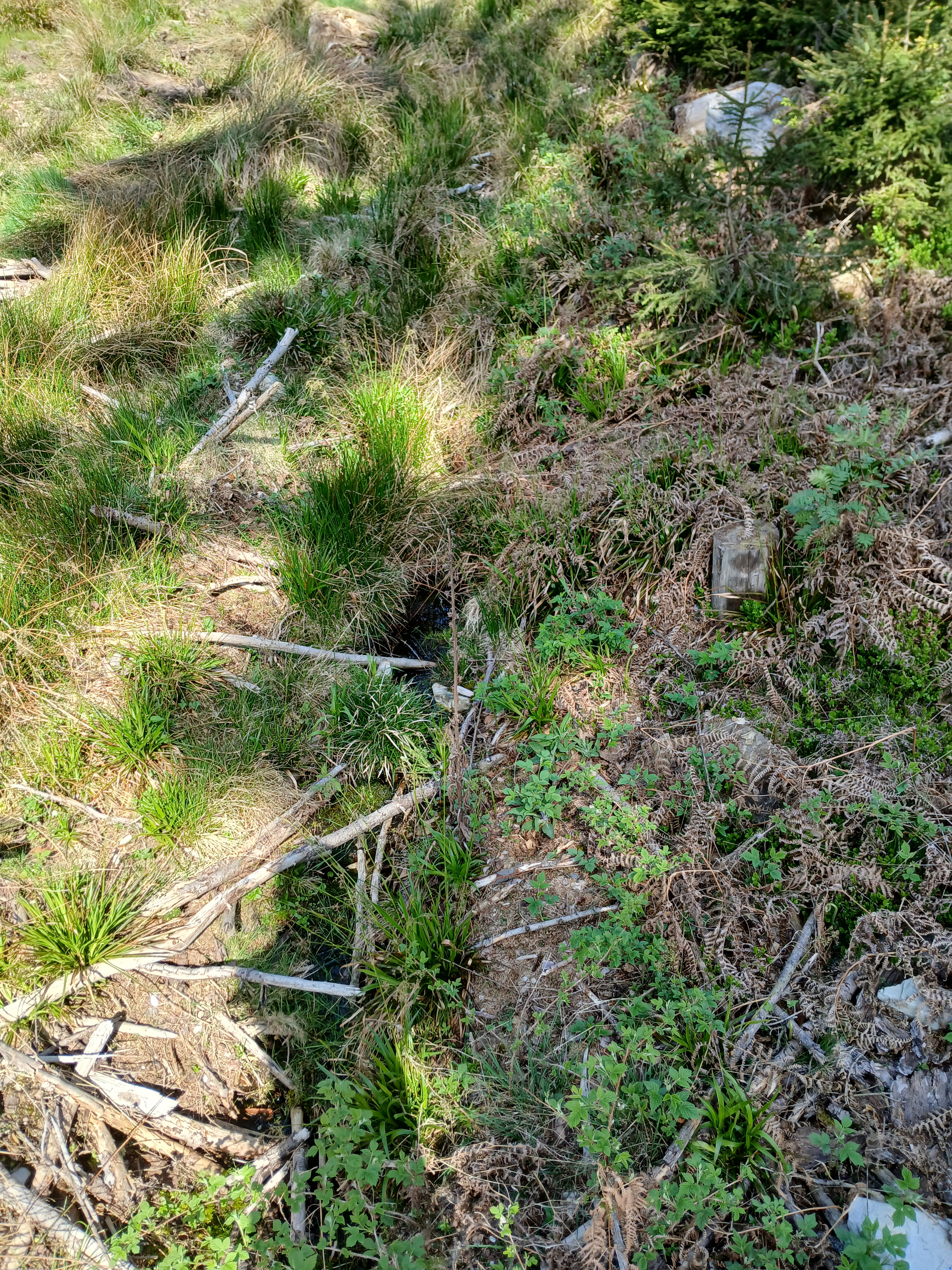
Reichenbachquelle, ungefasst mit sumpfigen Untergrund.

Das Quellgebiet des Reichenbaches befindet sich im Taunus im Neuwald, einem Waldgebiet nördlich von Königstein und südlich des Kleinen Feldberges. Der Bach wird aus drei Quellen gespeist, die sich in einer Trinkwasserschutzzone befinden. Das Bächlein fließt zunächst in südlicher Richtung. Nach der Unterquerung des Tillmannweges, welcher hier einen Bogen nach Osten schlägt, verläuft der Reichenbach parallel zu den Wanderpfaden Tillmannweg auf seiner rechten und Reichenbachweg auf der linken Seite.
Zwischen rechts dem Fuchstein (Höhe 650 m) und links dem Franzkopf (Höhe 602 m) fließend, erreicht der Reichenbach das Naturschutzgebiet Reichenbachtal. Südwestlich des kleinen Lips-Tempels wird das Bächlein durch den von links kommenden Treisbornbach verstärkt. Danach fließt der Bach rechts am Speckkopf (Höhe 526 m) vorbei und erreicht das Stadtgebiet von Königstein. An der Gemarkungsgrenze, zwischen Königstein und Falkenstein (einem Ortsteil von Königstein), zweigt sich der sog. Neue Mühlbach, welcher zur Versorgung der ehemaligen Unteren- und Oberen Mühle (in der Nähe des heutigen Mühlweges) diente, ab. Er ist eine künstlich angelegte Ableitung des Reichenbachs.
Etwas weiter südlich befindet sich eine zweite, ebenfalls von Menschenhand geschaffene Ableitung des Reichenbaches, der Höhenbach, der viele Jahrhunderte die Stadt Königstein mit Frischwasser versorgte. Der Farnbach, der seine Quelle im Bereich der südlich des Speckkopfes gelegenen Speckwiese, oberhalb von Königstein an der B8 hat, mündet im Kernstadtbereich von Königstein von rechts in den Reichenbach ein. Etwas südlich davon fließt der Höhenbach wieder in den Reichenbach zurück. Ab dort wird der Reichenbach als Woogbach bezeichnet.

#### Woogbach

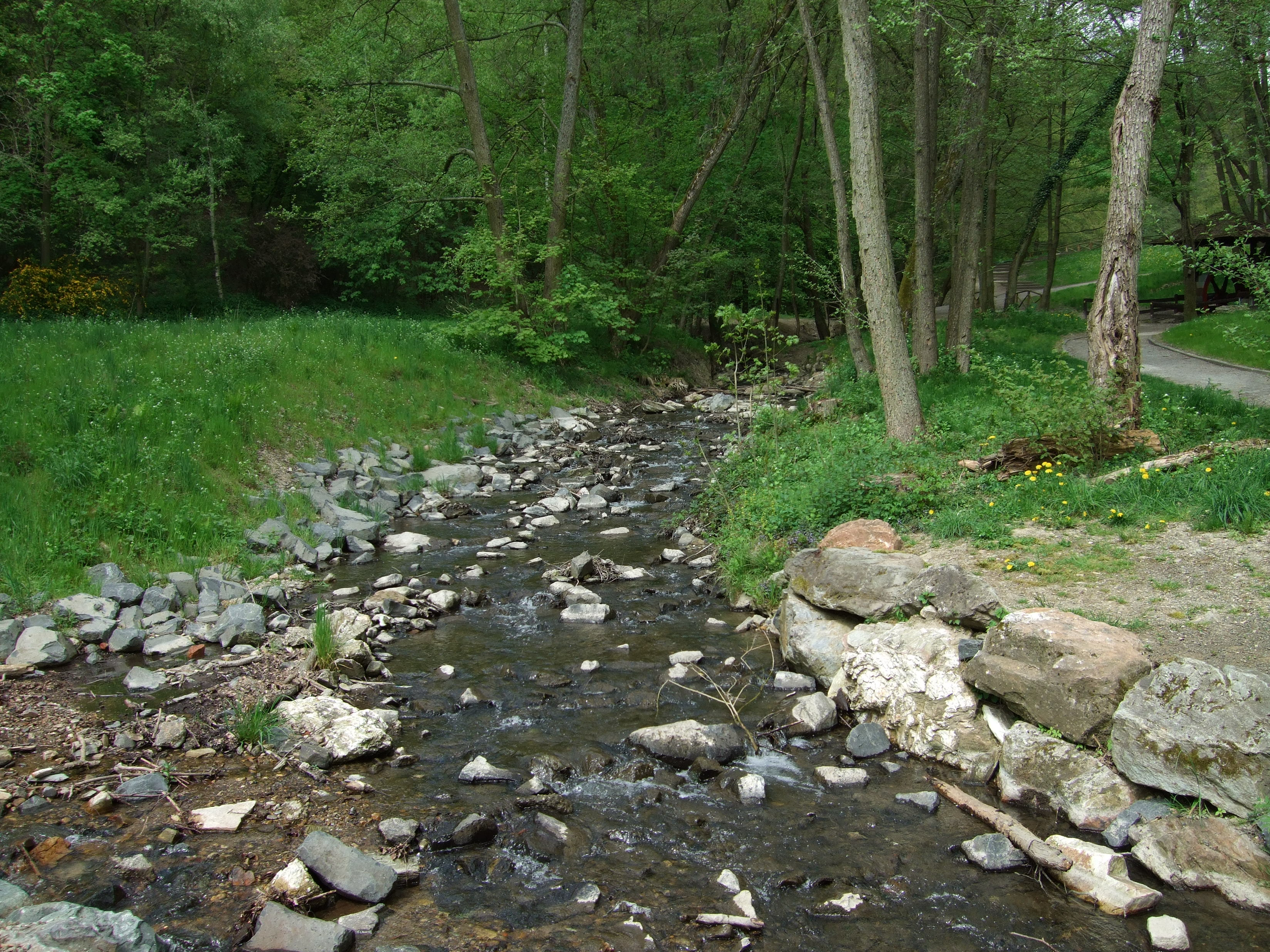
Zusammenfluss von Reichen- und Rombach zum Liederbach

Der Woogbach wendet sich, nachdem er die Theresen-Straße unterquert hat, nach Westen und passiert das Ursulinenkloster. Nördlich des Freiheitsfelsen durchfließt er, nun in südwestlicher Richtung verlaufend, in einer Parkanlage zwei kleine Weiher, um sich daraufhin auf einer Höhe von 320 m ü. NHN  mit dem vom Nordwesten kommenden Rombach zum Liederbach zu vereinigen.
Der etwa 4,9 km lange Lauf des Reichenbachs endet ungefähr 338 Höhenmeter unterhalb seiner Quelle, er hat somit ein mittleres Sohlgefälle von etwa 69 ‰.

### Einzugsgebiet
Das 8,213 km² große Einzugsgebiet des Reichenbachs liegt im Taunus und wird durch ihn über den Liederbach, den Main und den Rhein zur Nordsee entwässert.
Es grenzt
- im Nordosten an das Einzugsgebiet des Haidtränkebachs, der über den Urselbach und die Nidda in den Main entwässert;
- im Osten an das des Westerbachs, der in die Nidda mündet;
- im Südosten an das des Sauerbornsbachs, der über den Schwalbach und den Sulzbach in die Nidda entwässert;
- im Südwesten und Westen an das des Rombachs und
- im Norden an das der Weil, die in die Lahn mündet.

Der nördliche Teil des Einzugsgebiets ist bewaldet und im südlichen liegen Königstein und Falkenstein.
Die höchste Erhebung ist der Kleine Feldberg mit einer 825,2 m ü. NHN im Norden des Einzugsgebiets.

### Zuflüsse
- Treisbornbach (links), 1,1 km
- Farnbach (rechts), 1,3 km

## Natur und Umwelt

### Naturschutzgebiet Reichenbachtal

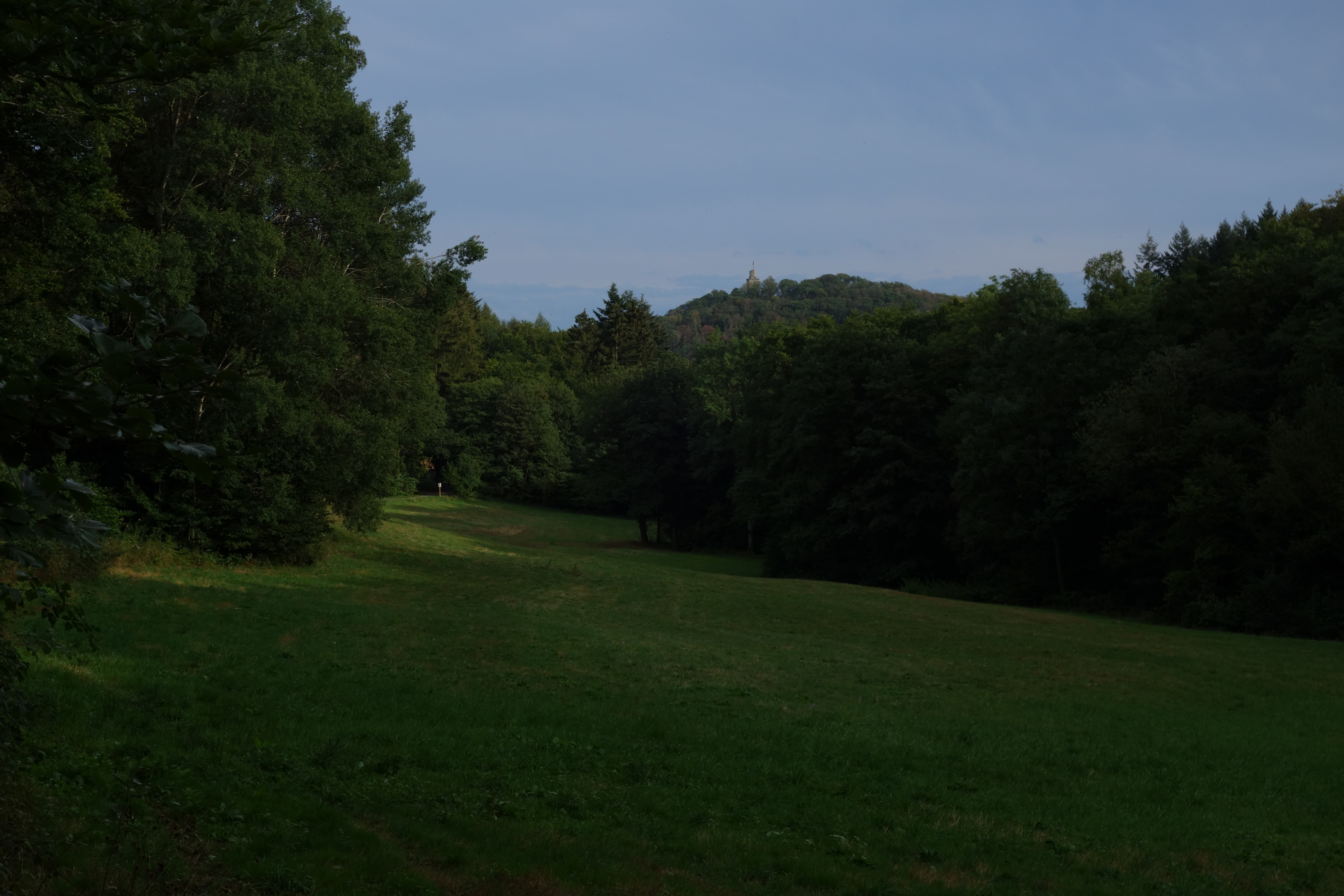
Blick über das Naturschutzgebiet Reichenbachtal; im Hintergrund die Burgruine Falkenstein

Das Naturschutzgebiet mit einer Größe von 21,4 Hektar wurde 1966 unter Schutz gestellt. Davon entfallen 14,0 ha auf die Gemarkung von Falkenstein und 7,4 ha auf die Gemarkung von Königstein.

### Lebewesen
Das Reichenbachtal ist ein artenreiches Biotop mit Wiesen- (Feuchtwiesen, Hochstaudenfluren, mageren Mähwiesen) und Waldgebieten (Buchen, Eschen und Ahorn). Am Ufer des Reichenbaches befinden sich alte Erlenbestände.
Im Reichenbachtal kommen u. a. folgende geschützte Tier- und Pflanzenarten vor:

#### Fauna

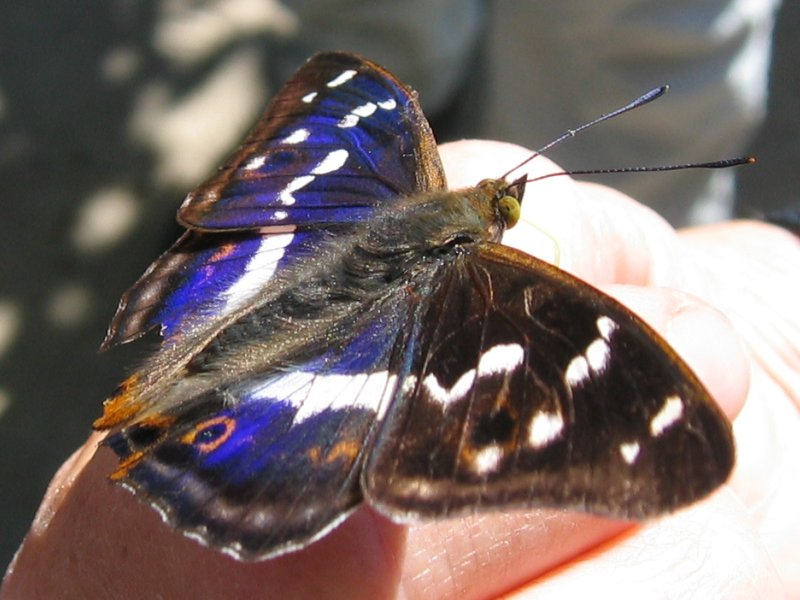
Großer Schillerfalter
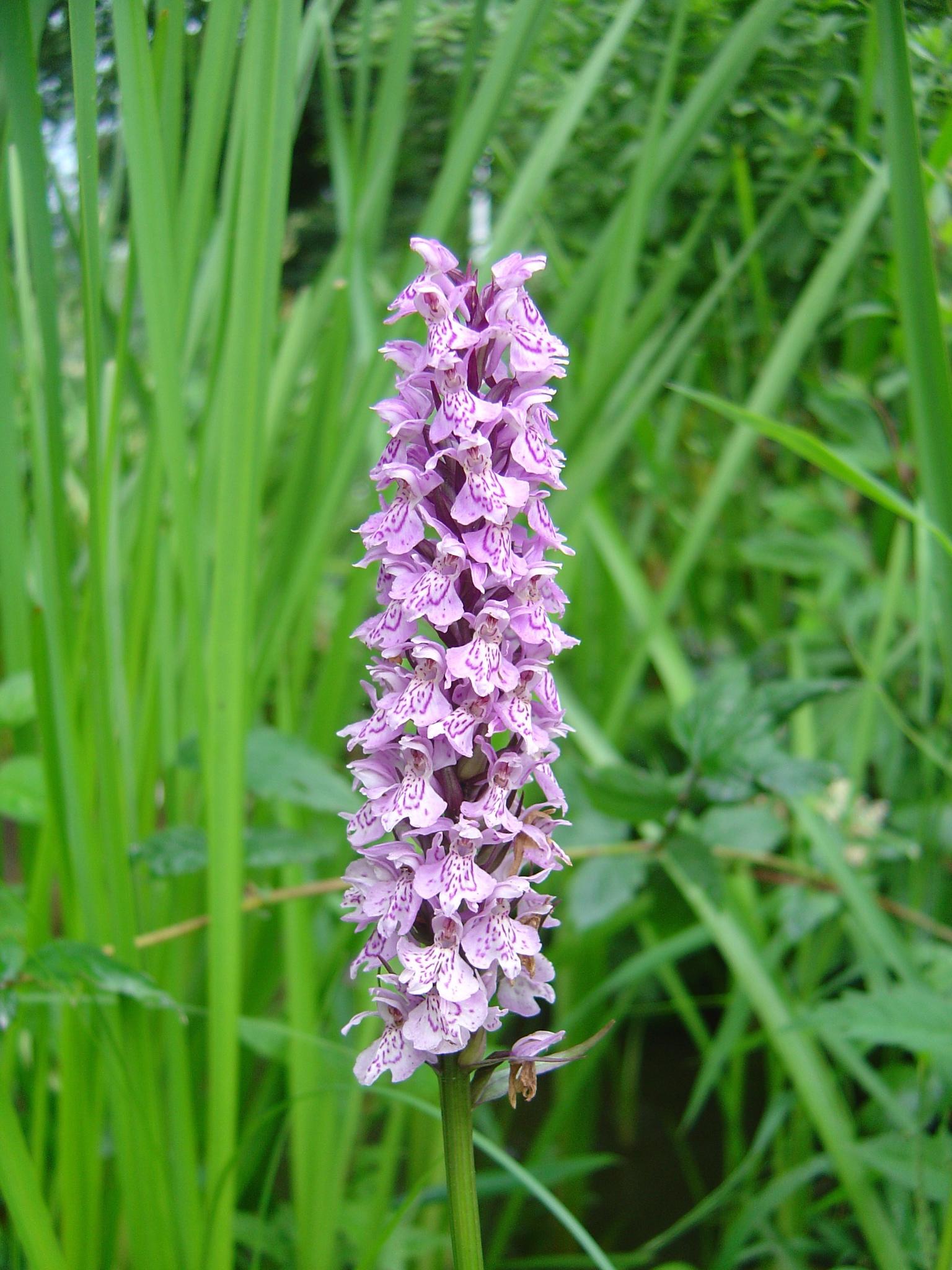
Geflecktes Knabenkraut

- Insekten (Großer Schillerfalter, Rotbraunes Ochsenauge) und Pterostichus cristatus (Laufkäferart)
- Fische (Bachforelle)[9]
- Lurche und Kriechtiere (Kammmolch, Grasfrosch, Ringelnatter und Schlingnatter)
- Vögel (Neuntöter, Mittelspecht, Grauspecht und Grünspecht)

#### Flora
- Arnika, Geflecktes Knabenkraut, Breitblättriges Knabenkraut, Stattliches Knabenkraut, Weiße Waldhyazinthe, Grünliche Waldhyazinthe und Eibe

## Bildergalerie

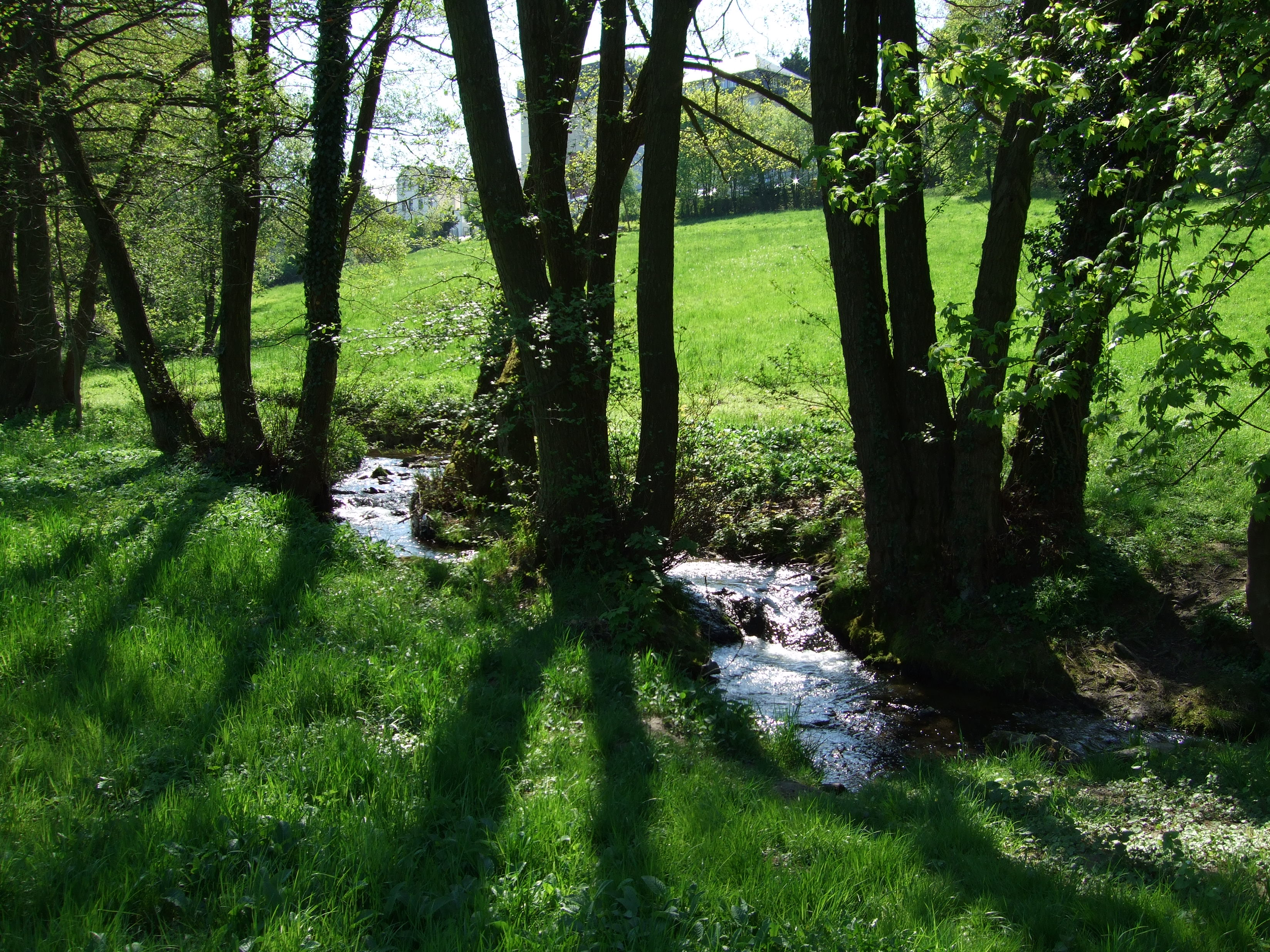
Der Reichenbach im Woogtal (bei Königstein/Ts)
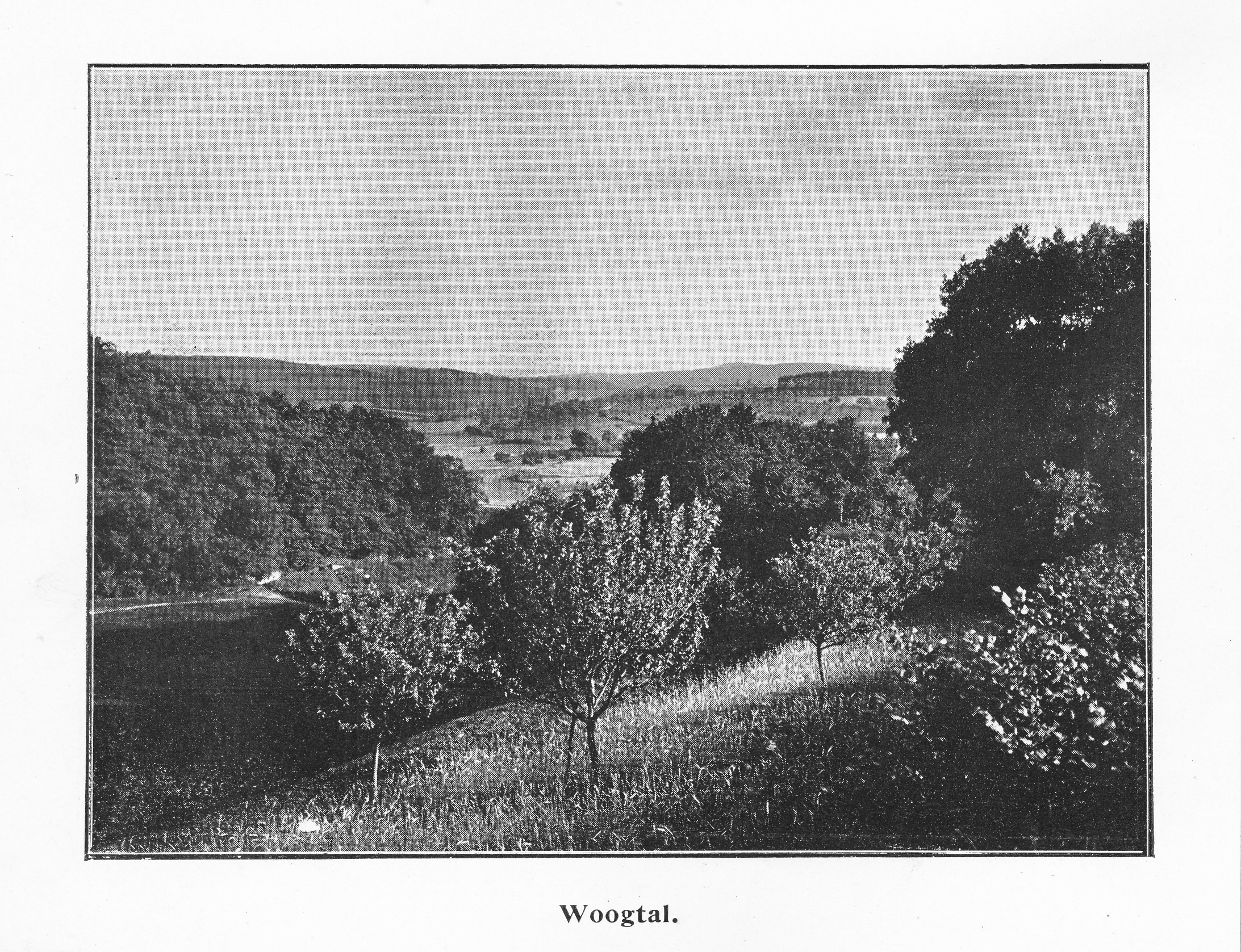
Das Woogtal im Jahr 1900
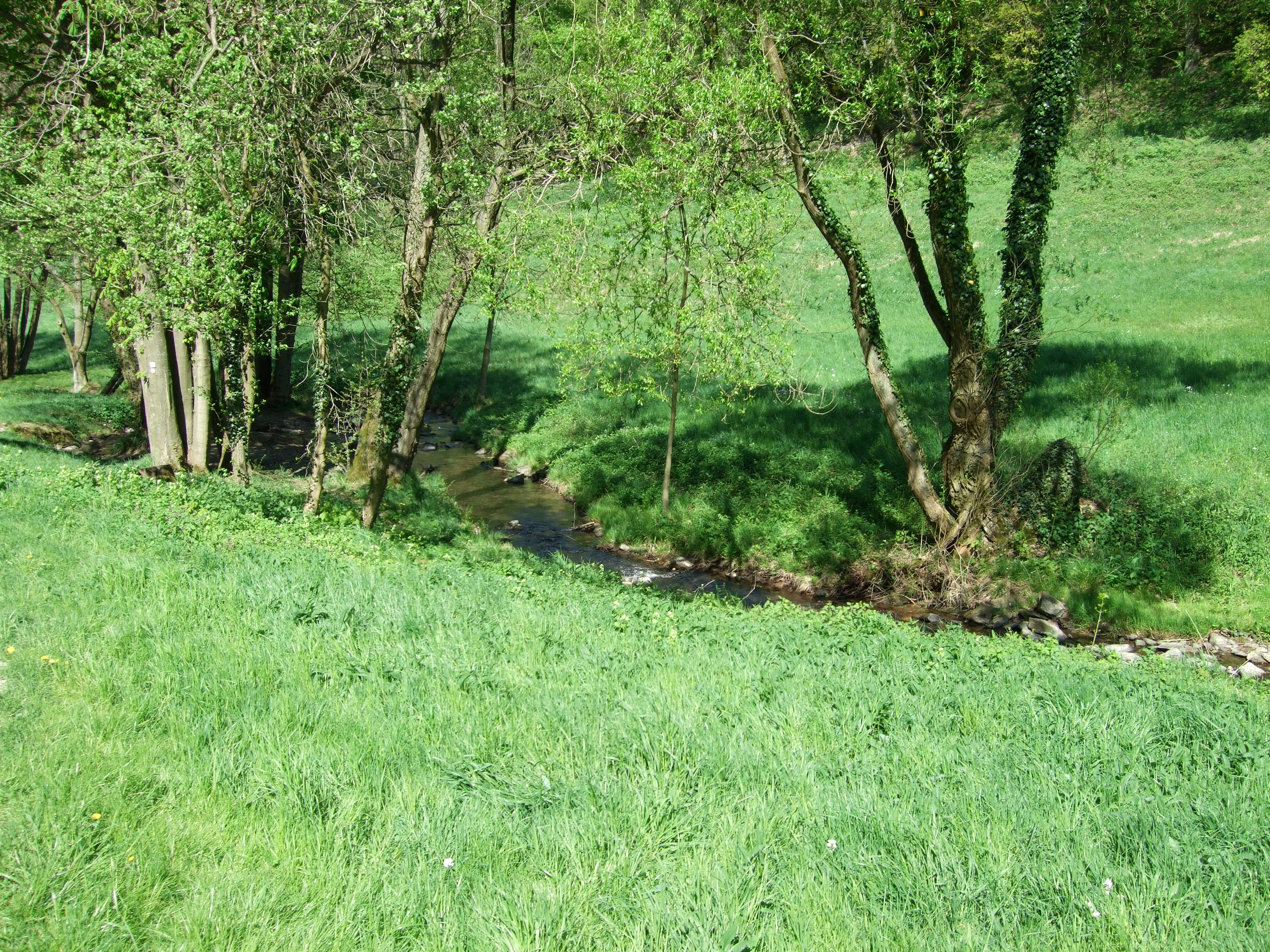
Der Reichenbach (hier auch Woogbach genannt)
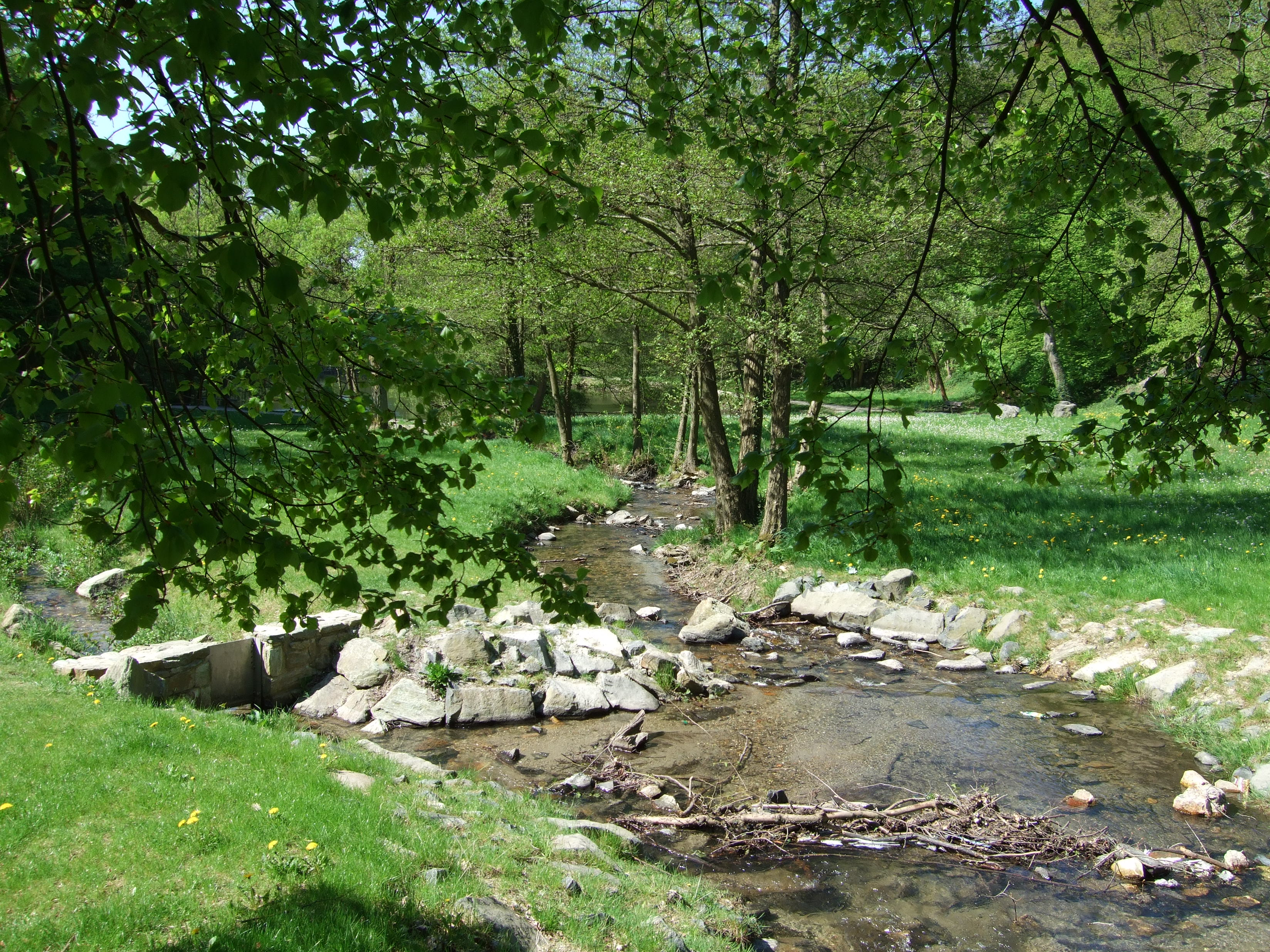
Der Reichenbach bei Königstein/Ts
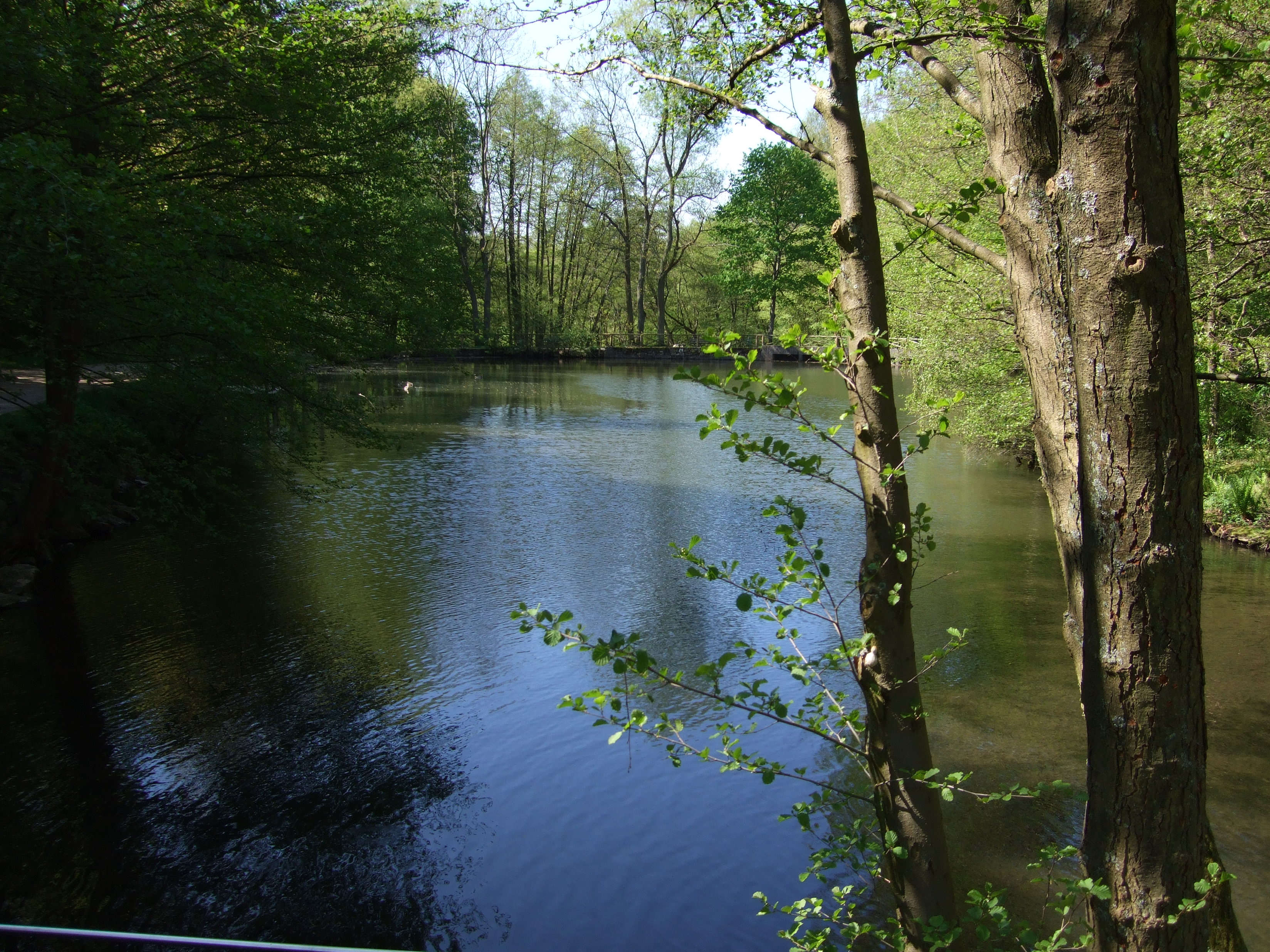
Teich im Woogtal
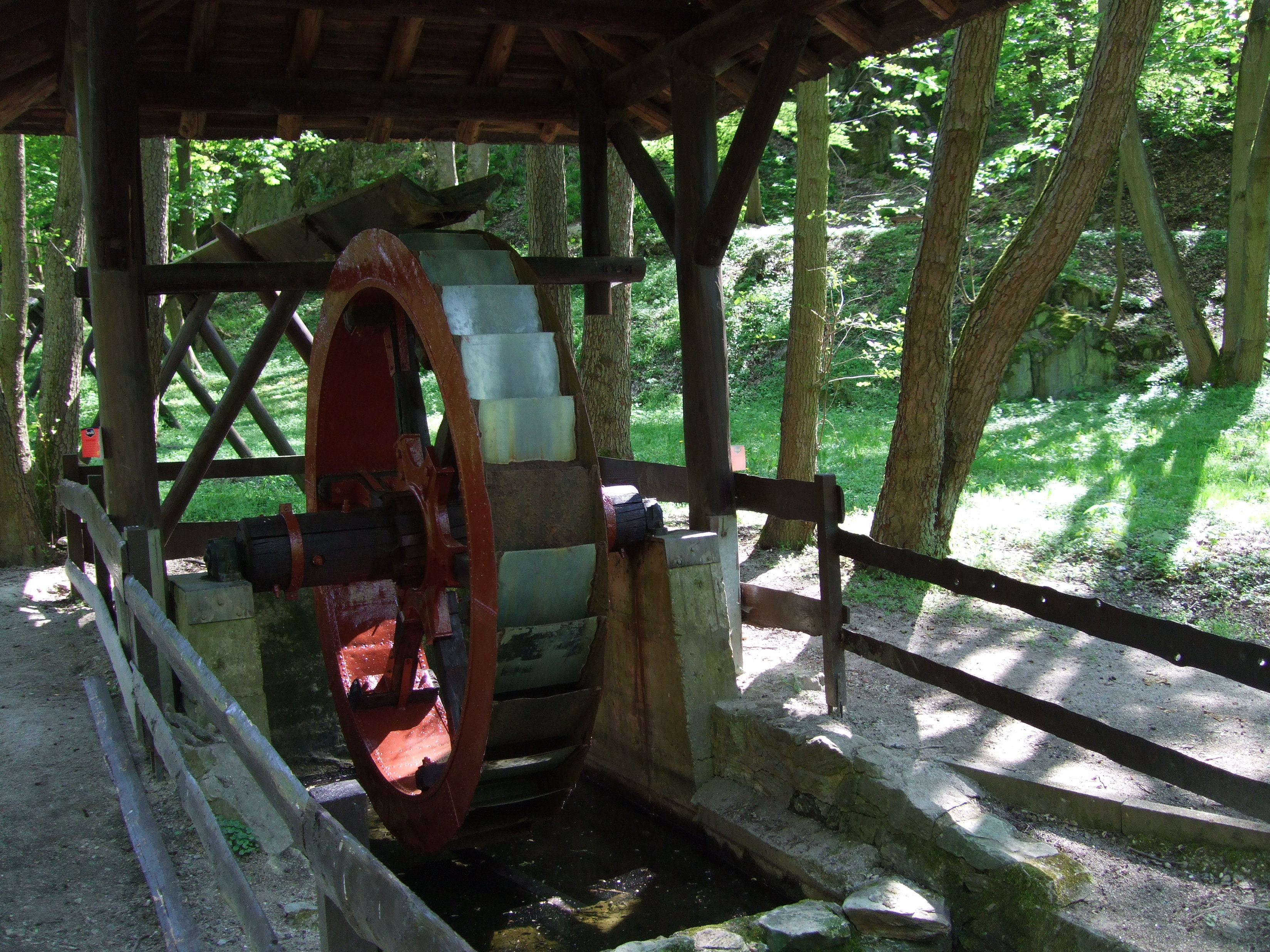
Mühlrad am Reichenbach